# Susanna Wallumrød
Susanna Karolina Wallumrød, född 23 juni 1979, är en norsk jazzsångare, musiker, kompositör och orkesterledare.
Susanna Wallumrød utbildade sig i musikvetenskap vid Institutt for Musikk og Teater ved Universitetet i Oslo. Hon startade tillsammans med Morten Qvenild 2000 duon Susanna and the Magical Orchestra, som gav ut sin första CD 2004.
Susanna Wallumrød tilldelades Gammleng-prisen i öppen klass 2012.

## Diskografi
Album som Susanna and the Magical Orchestra
- 2004 – List of Lights and Buoys
- 2006 – Melody Mountain
- 2009 – 3

Singlar som Susanna and the Magical Orchestra
- 2004 – "Jolene" (promo)
- 2009 – "Palpatine's Dream"

Album som Susanna
- 2007 – Sonata Mix Dwarf Cosmos
- 2008 – Flower of Evil
- 2012 – Wild Dog

EP som Susanna
- 2015 – Songs Revisited

Singlar som Susanna
- 2011 – "Twelve Hours Of Sunset"
- 2014 – "This Place"
- 2015 – "It's A Long Way To The Top"

Album som Susanna & Ensemble neoN
- 2013 – Forester

Annat
- 2008 – "Final Hour" (Erik Flaa & Susanna Wallumrød) (singel)
- 2009 – "No Way (To Treat Your Lover)" (RAH Band feat. Susanna) (promo-singel)
- 2009 – "Forever and Ever" / "In Spite of Ourselves" (Susanna & Bonny Billy) (7" vinyl singel)
- 2010 – If Grief Could Wait (Giovanna Pessi, Susanna Wallumrød, Marco Ambrosini, Jane Achtman) (album)
- 2011 – Jeg vil hjem til menneskene - Susanna Wallumrød synger Gunvor Hofmo (album)
- 2013 – "We Offer" / "For You" (Susanna feat. Helge Sten & John Paul Jones) (singel)
- 2013 – "Death Hanging" (Susanna med Siri Nilsen och Susanne Sundfør) (live-singel)
- 2014 – Meshes of Voice (Jenny Hval & Susanna) (album)
- 2014 – "I Have Walked This Body" (Jenny Hval & Susanna) (singel)